# Autech Japan
Autech Japan, Inc. ist ein japanisches Unternehmen, das sich auf Sonderumbauten und Tuning von Fahrzeugen der Marke Nissan spezialisiert hat. Zugleich ist es eine Tochtergesellschaft von Nissan. Zwischen 1989 und 1991 war es auch als Hersteller von Automobilen aktiv. Der Markenname lautete Autech.

## Fahrzeugtuning
Ein Schwerpunkt der Tätigkeit Autechs war das Tuning regulärer Nissan-Modelle. Vor allem produzierte Autech Karosserieanbauteile.

## Autech Zagato Stelvio und Gavia
Das erste eigenständige Automodell war der Autech Stelvio AZ 1. Dies war ein Coupé mit 2 + 2 Sitzen. Die Karosserie hatte Zagato entworfen; die Konstruktion der Karosserie übernahm der Zulieferer Carrozzeria OPAC.  Auffallend waren zwei Erhöhungen der vorderen Kotflügel, die die Rückspiegel aufnahmen. Die Plattform eines Nissan Leopard bildete die Basis. Ein Motor mit 3000 cm³ Hubraum leistete mit Hilfe von zwei Turboladern 206 kW (280 PS). Geplant waren 203 Exemplare.
Nachfolger des Stelvio war der Autech Gavia Zagato, der ab 1993 in wahrscheinlich 16 Exemplaren bei Zagato gebaut wurde.

## Galerie: Fahrzeuge von Autech

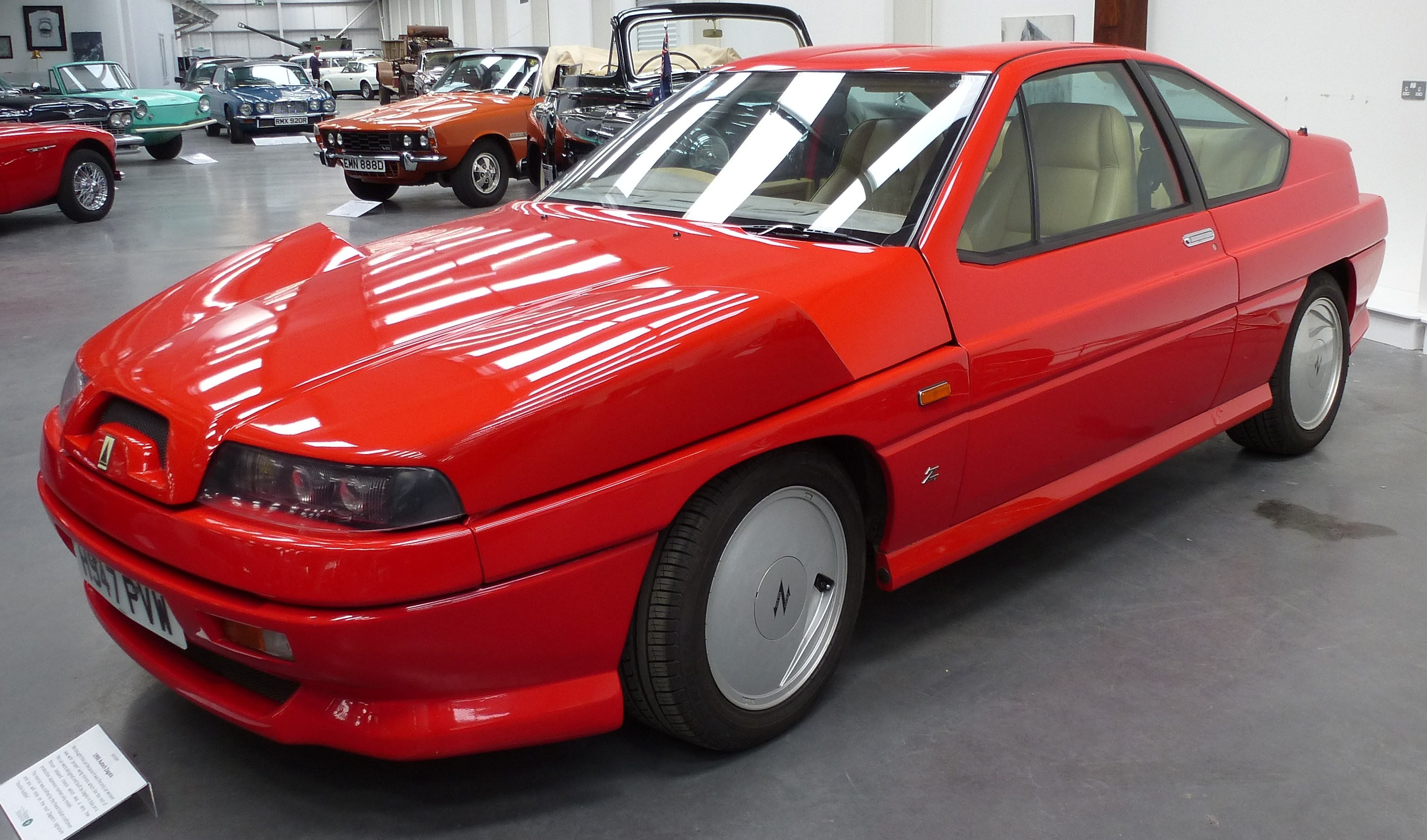
Autech Zagato Stelvio von 1990
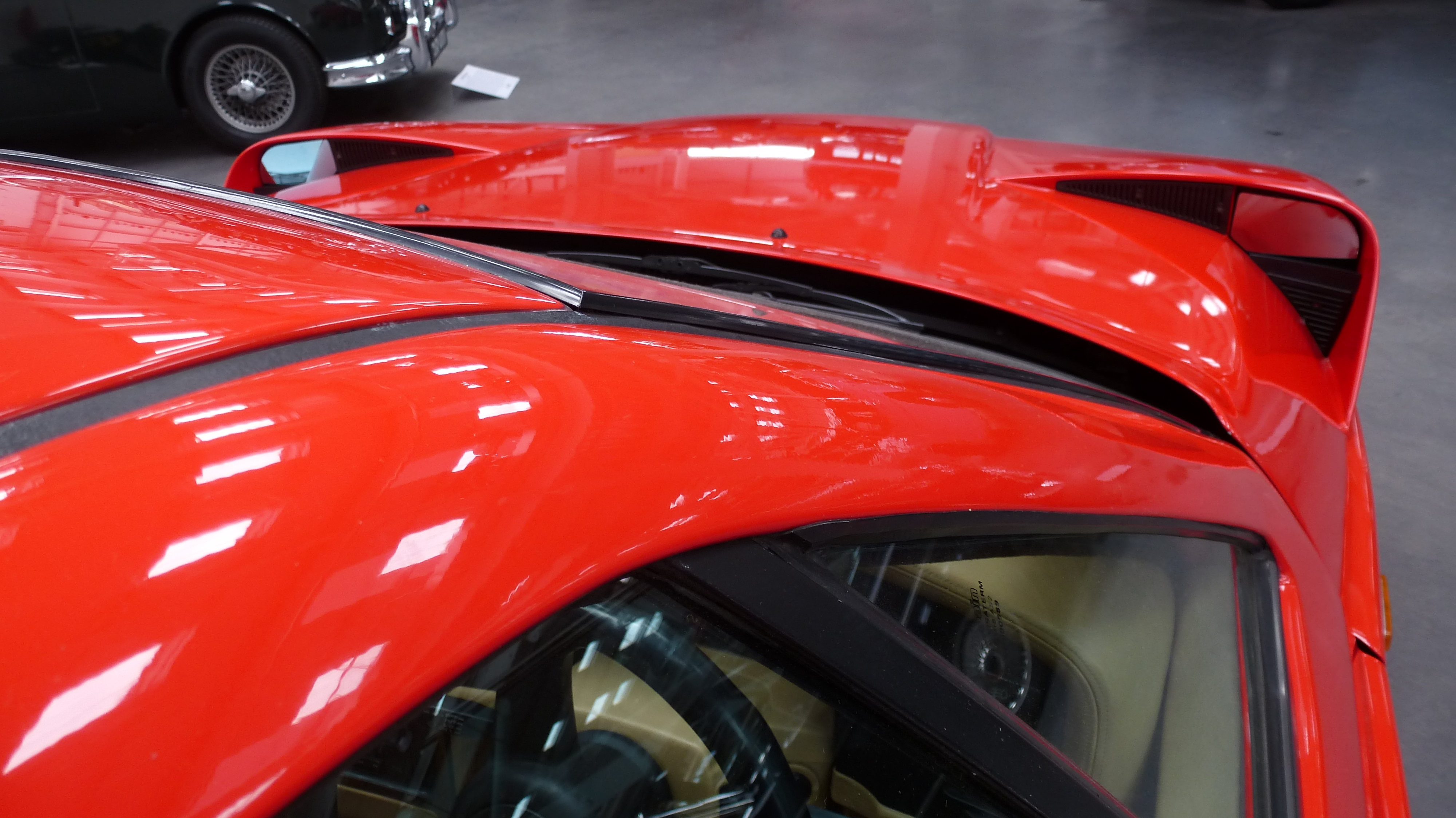
die Spiegel auf der Motorhaube
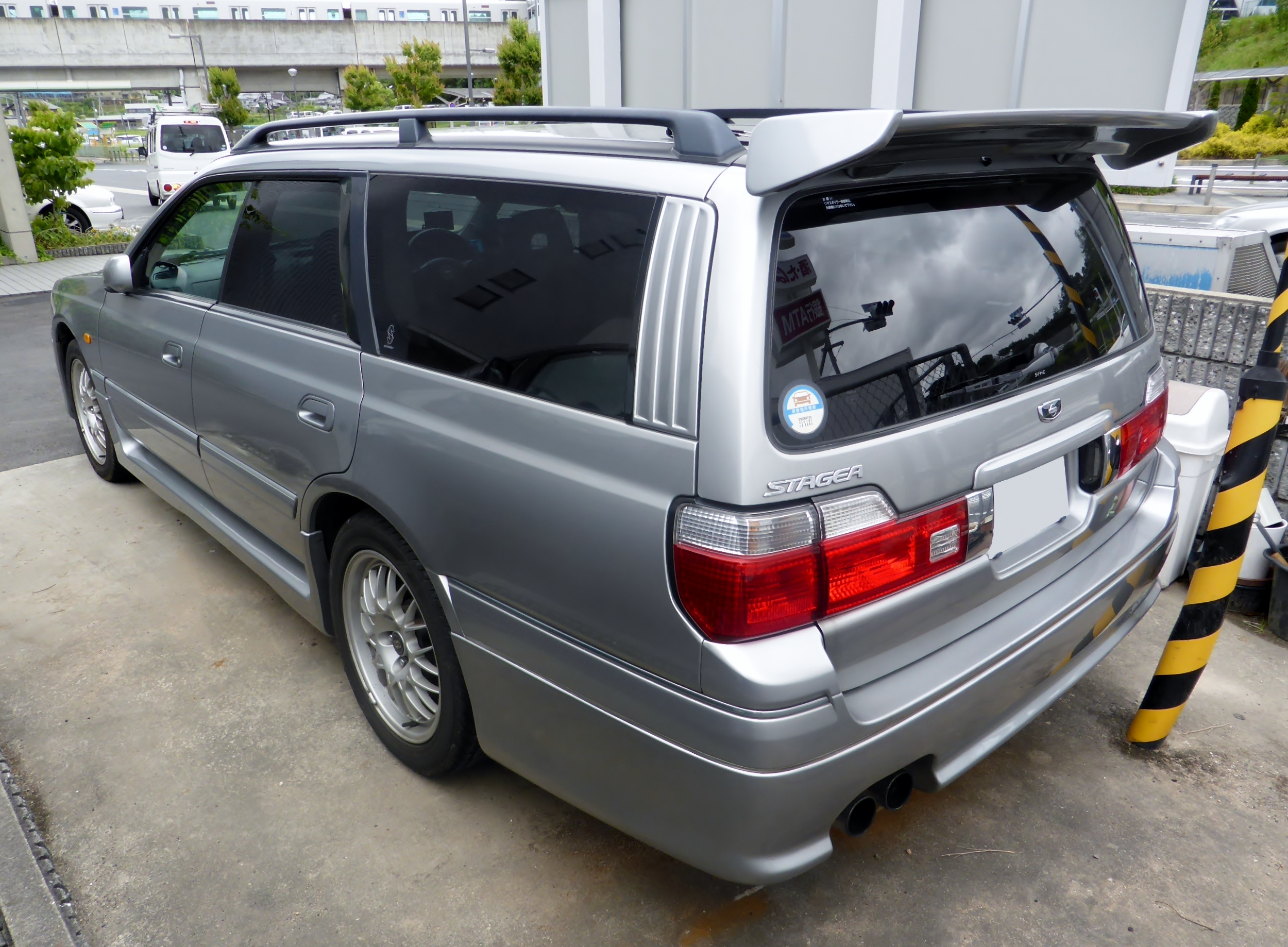
Nissan Stagea Autech
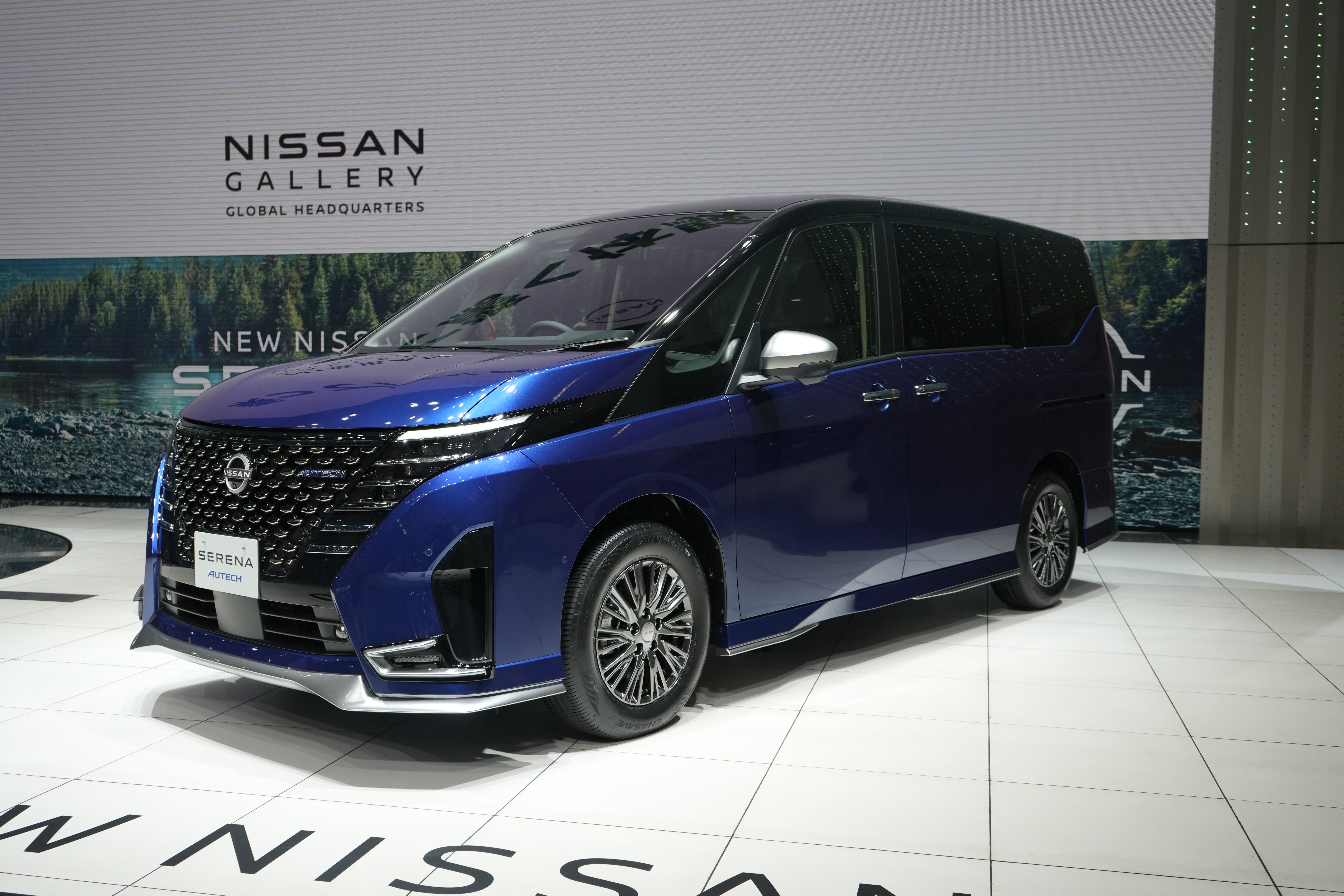
Nissan Serena Autech